# 日本成人影片用語
日本成人影片用語（アダルトビデオようご），记錄與日本成人影片相關的用語。本文以漢語拼音排序。

## A
- AV女優（AV女優） — 專門出演日本成人影片（AV）的女演員[1]。她們大致可分為「單體」、「企劃單體」、「企劃」三類[2]。
- AV男優（AV男優） — 出演日本成人影片的男演員。截至2019年，日本專業AV男優的數量約有90人[3]。
- AV製造商（AVメーカー） — AV的專門生產商[1][4][5]。大型製造商與小型的經營模式有異[4][1]。

## B
- 變態性慾
- 綁縛 — BDSM的其中一種形式，當中演員會以繩子等物體去綁縛另一方，以此滿足征服感[6]。

## C
- 潮吹 — 指在性高潮前或期間，液體從陰道或其附近射出的一種現象[7]。AV當中的潮吹實際上可能只是排尿[8]。
- 痴漢 — AV題材之一，指在公共交通工具上對通勤者進行各種性騷擾行為的男性[9]。
- 痴女 — AV題材之一，指不斷以各種方式誘惑男性跟自己發生性關係的女子[10]。

## D
- 盜攝 — 在被拍者裝作或真的不知情的情況下，把目標影像給拍下來[11]。
- 單體AV（単体女優物） — 聚焦於一名外表姣好的AV女優的AV，故事性不強[1][4][12]。

## F
- 糞便學（スカトロジー） — 本意是指對糞便的研究，但在日本性用語當中，「糞便學」是指嗜糞癖[13]。
- 肥満嗜好
- 腹射
- 放置play（放置プレイ）

## G
- 肛交 — AV場景之一[1]，一般是指將勃起的陰莖與人類的肛門或直腸互相接合並彼此摩擦的過程[14][15][16]。
- 肛内射精（肛内射精） — AV場景之一，指把精液從肛門射進體內的行為。很多時候會跟肛交場景一併出現[17]。
- 公共廁所（公衆便所）
- G點 — 女性陰道中一处被認定为性感帶的區域。受到刺激時，可能會引起強烈的性刺激和性高潮，以至女性射液[18]。在它是否存在、它的結構、定義和位置這一些爭議點上，研究人員仍未達成共識[19][20][21]。

## I
- Irrumatio（英语：Irrumatio） — 男性按着另一方的頭部，後把性器官不斷衝進其口內的行為[22]。

## J
- 巨乳 — 形容女性乳房大的用語[1]。
- 近親性交（近親相姦） — AV題材之一[1]，指家庭成員或親屬之間的性行為[23][24]。當中女方既可扮演參與者，又可扮演受害者[10]。
- 鳩射
- 交換配偶（スワッピング）

## K
- 口內射精（口内射精）

## L
- 露出play（露出プレイ）

## M
- 沐汙癖（ウェット&メッシー）

## N
- 女拓
- 女子校生（女子校生） — 規避用語。由於Ivic在1989年把女子高中生水泥埋屍案當作AV的題材使用，引發公眾輿論，所以視訊倫理協會於6月5日頒佈新規定，規定廠商不得在標題上使用「女子高生」四字。廠商於是改用能夠代指女大學生的女子校生[25][26]。
- 奶油犬（バター犬） — 把奶油塗在女性的外陰，然後讓犬隻舔掉的做法，從事者能從中獲得性快感[27]。

## P
- 平胸

## Q
- 企劃AV（企画物） — 以各種各樣的體裁和故事為賣點的AV，對於女優的外貌沒太大要求[28]。

## R
- 日式綁縛（緊縛）
- 乳交 — AV場景之一，以乳房夾着陰莖來对男性進行性刺激的行为[29]。

## S
- SM
- SM嬢（SM嬢）
- 四十八手（四十八手）
- 獸交
- 素股
- 手交
- 舐陰 — AV場景之一[30]，從事者的口部會跟女性的生殖器（陰蒂、外陰的其他部分或陰道）接觸，並以此進行刺激[31][32]。

## T
- 舔肛 — 性行為中一方以口（唇、舌）接觸另一方肛門以進行性刺激。
- 踢睪 — 對睾丸施虐，並從中產生快感的行為[33]。
- 剃毛play（剃毛プレイ）

## W
- 無碼 — 一般來說，日本合法發行的成人影片都會以馬賽克遮擋性器官（它們自2018年起歸類為「正规AV」[34]）。而沒有經過有關處理的作品則會違反當地刑法175條《猥褻物頒佈等罪》[35]。不過市面上的確會有無碼AV，它們一些經倒閉片商的前員工流出，一些則為片商以放在海外伺服器的方式發售，以規避審查[1][36]。

## X
- 性角色扮演（コスプレ）
- 羞恥play（羞恥プレイ）
- 胸射

## Y
- 異歲扮演（エイジプレイ）
- 顏射 — AV場景之一，指男性射精到對方臉上[37]。
- 飲精
- 白板

## Z
- 自慰 — AV場景之一[38]，指對自己性器官進行性刺激，而達到性興奮和性高潮的行為[39][40][41]。
- 中出 — 把精液直接射進女性體內的行為[42]，部分AV的中出場景實際上並沒有中出[43]。
- 咂陽 — 口交的其中一種形式，當中從事者的口部或喉嚨會跟男性的陰莖接觸，並以此進行刺激[44][45]。
- 汁男 — AV男優的一種，他們的工作只有向女優射精。在拍攝集體顔射的場景時很多時候需用到汁男[46]。

### 引用
1. 1 2 3 4 5 6 7 8  Wong & Yau 2017.
2. ↑  中村 2012，第34頁.
3. ↑  吉川明子. . 週刊朝日. 2019-07-14  [2019-08-06]. （原始内容存档于2021-05-10） （日语）.
4. 1 2 3  Wong & Yau 2020.
5. ↑  湯 2007，第57頁.
6. ↑  湯 2007，第102頁.
7. ↑  Block, Susan. . Counterpunch. 2005-02-27  [4 February 2010]. （原始内容存档于2010-03-23）.
8. ↑  . 蘋果日報. 2011-03-10  [2018-10-29].
9. ↑  Wong & Yau 2014，第35頁.
10. 1 2  Wong & Yau 2014，第36頁.
11. ↑  湯 2007，第41頁.
12. ↑  湯 2007，第60頁.
13. ↑  湯 2007，第138頁.
14. ↑  Weiten, Wayne; Dunn, Dana S.; Hammer, Elizabeth Yost. . Cengage Learning. 2016-12-05: 349  [2021-08-26]. ISBN 978-1-305-96847-9. （原始内容存档于2017-03-12） （英语）. Anal intercourse involves insertion of the penis into a partner's anus and rectum.
15. ↑  See pages 270–271 for anal sex information, and page 118 for information about the clitoris. Janell L. Carroll. . Cengage Learning. 2009: 629 pages  [2010-12-19]. ISBN 978-0-495-60274-3. （原始内容存档于2021-03-21）.
16. ↑  . WebMD.   [2013-08-19]. （原始内容存档于2017-11-12）. Often referred to simply as anal sex, anal intercourse is sexual activity that involves inserting the penis into the anus.
17. ↑  湯 2007，第136頁.
18. ↑  參見第135頁 （页面存档备份，存于）（有关前列腺的信息）以及第76頁 （页面存档备份，存于）（有关G点及陰道神經末梢的信息）。Rosenthal, Martha. . Cengage Learning. 2012  [2014-01-25]. ISBN 0618755713. （原始内容存档于2020-11-05）.
19. ↑  Richard Balon, Robert Taylor Segraves. . American Psychiatric Pub. 2009: 258  [2014-01-24]. ISBN 1585629057. （原始内容存档于2014-06-27）.
20. ↑  Hines T. . Am J Obstet Gynecol. 2001, 185 (2): 359–62. PMID 11518892. doi:10.1067/mob.2001.115995.
21. ↑  Kilchevsky A, Vardi Y, Lowenstein L, Gruenwald I. . The Journal of Sexual Medicine. 2012, 2011 (3): 719–26  [2016-11-12]. PMID 22240236. doi:10.1111/j.1743-6109.2011.02623.x. （原始内容存档于2016-12-03）.
22. ↑  湯 2007，第174頁.
23. ↑  . Oxford University Press. 2013  [2013-08-27]. （原始内容存档于2016-03-07）.
24. ↑  . Rape, Abuse & Incest National Network (RAINN). 2009  [2013-08-27]. （原始内容存档于2016-04-03）.
25. ↑  湯 2007，第47頁.
26. ↑  藤木 2009，第161頁.
27. ↑  湯 2007，第91頁.
28. ↑  Yip 2013，第10頁.
29. ↑  湯 2007，第118頁.
30. ↑  湯 2007，第116頁.
31. ↑  Janell L. Carroll. . Cengage Learning. 2009: 265–267  [2013-08-29]. ISBN 978-0-495-60274-3. （原始内容存档于2013-10-13）.
32. ↑  Wayne Weiten, Margaret A. Lloyd, Dana S. Dunn, Elizabeth Yost Hammer. . Cengage Learning. 2008: 422  [2011-02-26]. ISBN 978-0-495-55339-7. （原始内容存档于2013-12-31）.
33. ↑  . kinkly.   [2021-06-27]. （原始内容存档于2019-04-02）.
34. ↑  . 日刊ゲンダイDIGITAL. 2019-03-31  [2020-11-06]. （原始内容存档于2021-04-28）.
35. ↑  藤木 2009，第17頁.
36. ↑  湯 2007，第48-49頁.
37. ↑  湯 2007，第76頁.
38. ↑  Wong & Yau 2014，第30頁.
39. ↑  Robinson, Jennifer. . WebMD. 2010-03-04  [2011-08-17]. （原始内容存档于2017-01-01）.
40. ↑  Lehmiller JJ. . John Wiley & Sons. 2017: 402  [2021-08-26]. ISBN 978-1-119-16470-8. （原始内容存档于2021-10-16）. Masturbation refers to all solo forms of self-stimulation focusing on the genitals. Masturbation practices vary widely depending upon the individual's body and personal preferences. For instance, masturbation among women may involve manipulation of the clitoris and labia, stimulation of the breasts, or vaginal penetration with a sex toy. [...] Among men, masturbation most frequently involves using one or both hands to stimulate the penis. Of course, men sometimes utilize sex toys too (e.g., masturbation sleeves, butt-plugs, etc.).
41. ↑  Nadal KL. . SAGE. 2017: 1123  [2021-08-26]. ISBN 978-1-4833-8427-6. （原始内容存档于2021-10-16）. Masturbation is the act of touching or otherwise stimulating one's own body, particularly one's genitals, for the purpose of sexual pleasure and/or orgasm. The term is most commonly used to describe solitary masturbation, in which people provide themselves with sexual stimulation while they are physically alone. Mutual masturbation is when two or more people manually stimulate their own body or each other's bodies.
42. ↑  湯 2007，第143頁.
43. ↑  Yip 2013，第194頁.
44. ↑  Janell L. Carroll. . Cengage Learning. 2009: 265–267  [2013-08-29]. ISBN 978-0-495-60274-3. （原始内容存档于2013-10-13）.
45. ↑  Wayne Weiten, Margaret A. Lloyd, Dana S. Dunn, Elizabeth Yost Hammer. . Cengage Learning. 2008: 422  [2011-02-26]. ISBN 978-0-495-55339-7. （原始内容存档于2013-12-31）.
46. ↑  湯 2007，第77頁.